# Westendstraße (stanice metra v Mnichově)
Westendstraẞe je stanice metra v Mnichově, otevřená 10. května 1984. Stanice leží na linkách U4 a U5. Nachází se na hranici městských částí Laim a Sendling-Westpark. Ze stanice na povrch vedou výstupy s eskalátory. Výtah vede na nástupiště tramvají č. 18. Stanice je zdobena barevnými kovovými deskami.